# 1358

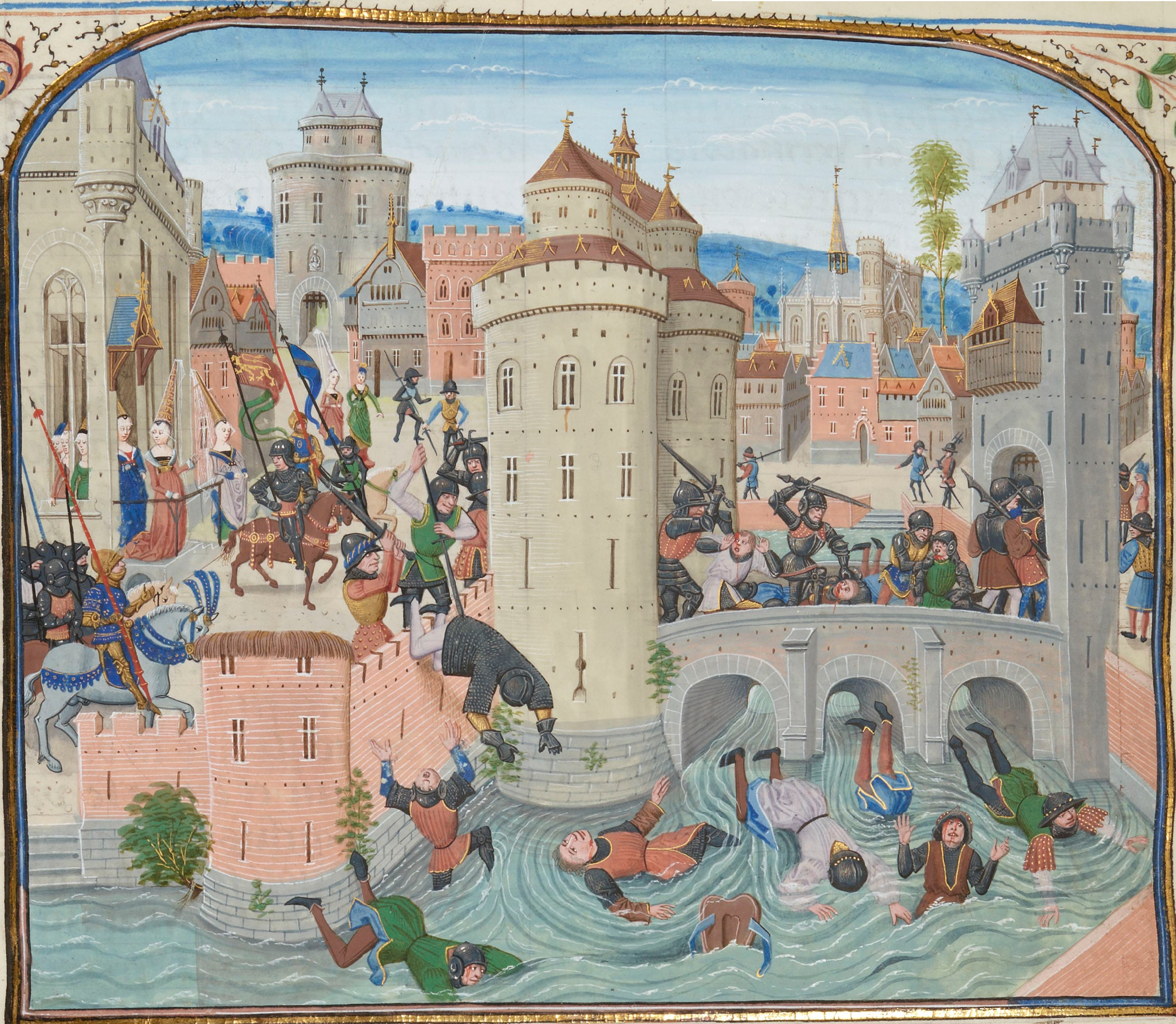
Strijd tussen ridders en boeren in de Jacquerie

Het jaar 1358 is het 58e jaar in de 14e eeuw volgens de christelijke jaartelling.

## Gebeurtenissen
- mei - Jacquerie, een boerenopstand in Frankrijk tegen de adel.
  - 10 juni - Slag bij Mello: De Jacquerie wordt neergeslagen.
- 1 september - Begin van het Beleg van Heusden. Floris van Borselen wordt in het kasteel van Heusden belegerd door mannen van graaf Albrecht van Beieren.
- 4 september - Johan II van Monferrato trouwt met Isabella van Majorca.
- Nadat de geesteszieke Willem V van Holland tijdens een feestavond een van zijn vazallen doodt, wordt hij niet tot regeren in staat geacht en zijn broer Albrecht van Beieren neemt het bestuur over van Holland en Henegouwen
- 4 december - Begin van het Beleg van Heemskerk: Reinoud I van Brederode en Dirk van Polanen slaan in opdracht van Albrecht van Beieren het beleg op voor Slot Heemskerk omdat zich daar de vermeende daders van een moordaanslag op Reinoud zouden schuilhouden.
- Verdrag van Zara: Venetië verliest haar gebieden in Dalmatië. De Republiek Ragusa wordt gesticht als Hongaarse vazalstaat.
- In het Privilegium maius eist hertog Rudolf IV van Habsburg diverse privileges op, waaronder het mogen voeren van de titel van aartshertog. keizer Karel IV erkent het document echter niet.
- Het graafschap Schwerin wordt bij het hertogdom Mecklenburg gevoegd.

## Opvolging
- Holland en (als ruwaard) Henegouwen - Willem V opgevolgd door zijn broer Albrecht van Beieren
- Megen - Willem II opgevolgd door Jan III
- Münsterberg - Nicolaas opgevolgd door zijn zoon Bolko III
- Oostenrijk, Stiermarken en Karinthië - Albrecht II opgevolgd door zijn zoon Rudolf IV
- Teschen - Casimir I opgevolgd door zijn zoon Przemysław I Noszak

## Afbeeldingen

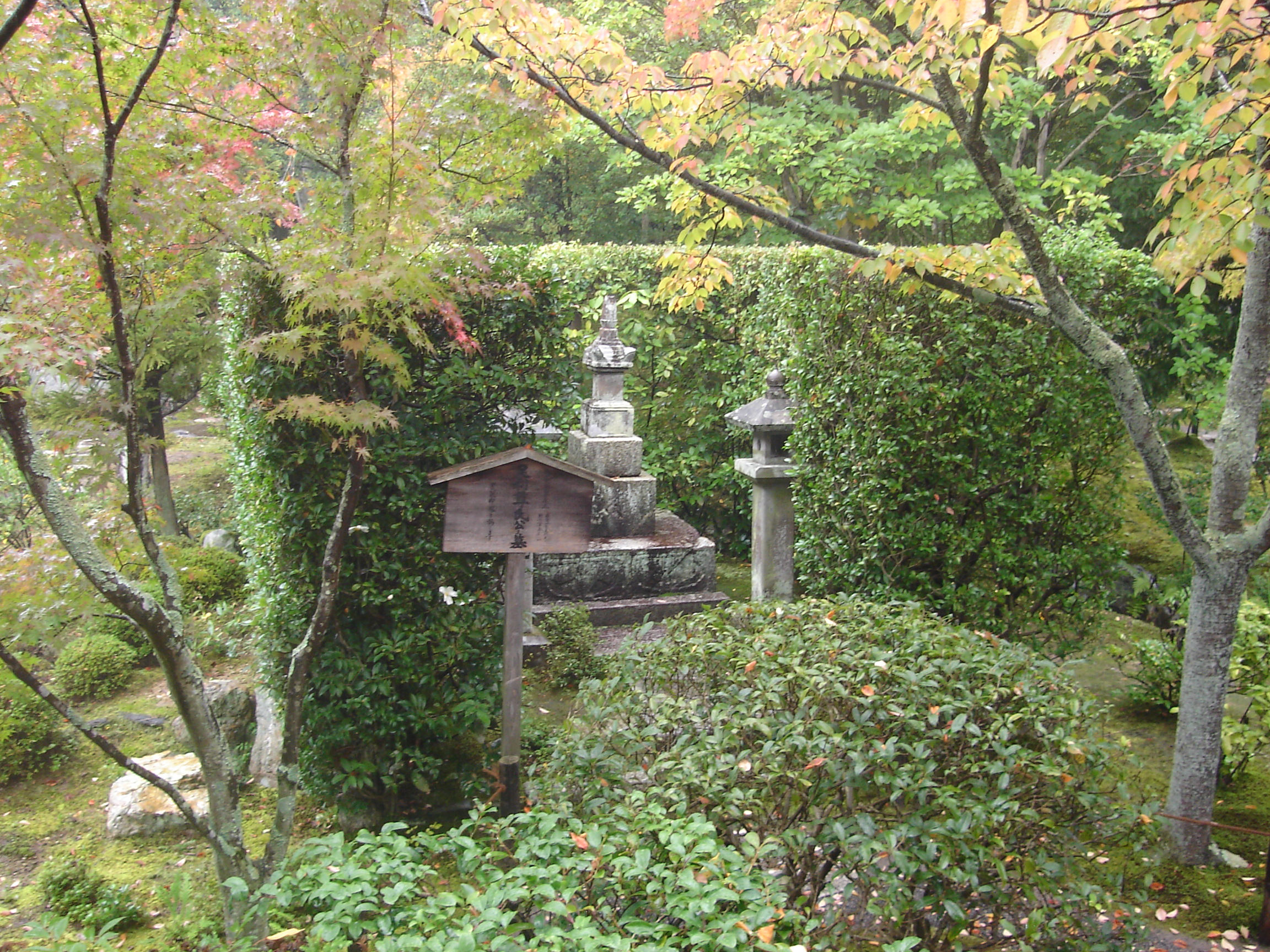
graf van Ashikaga Takauji
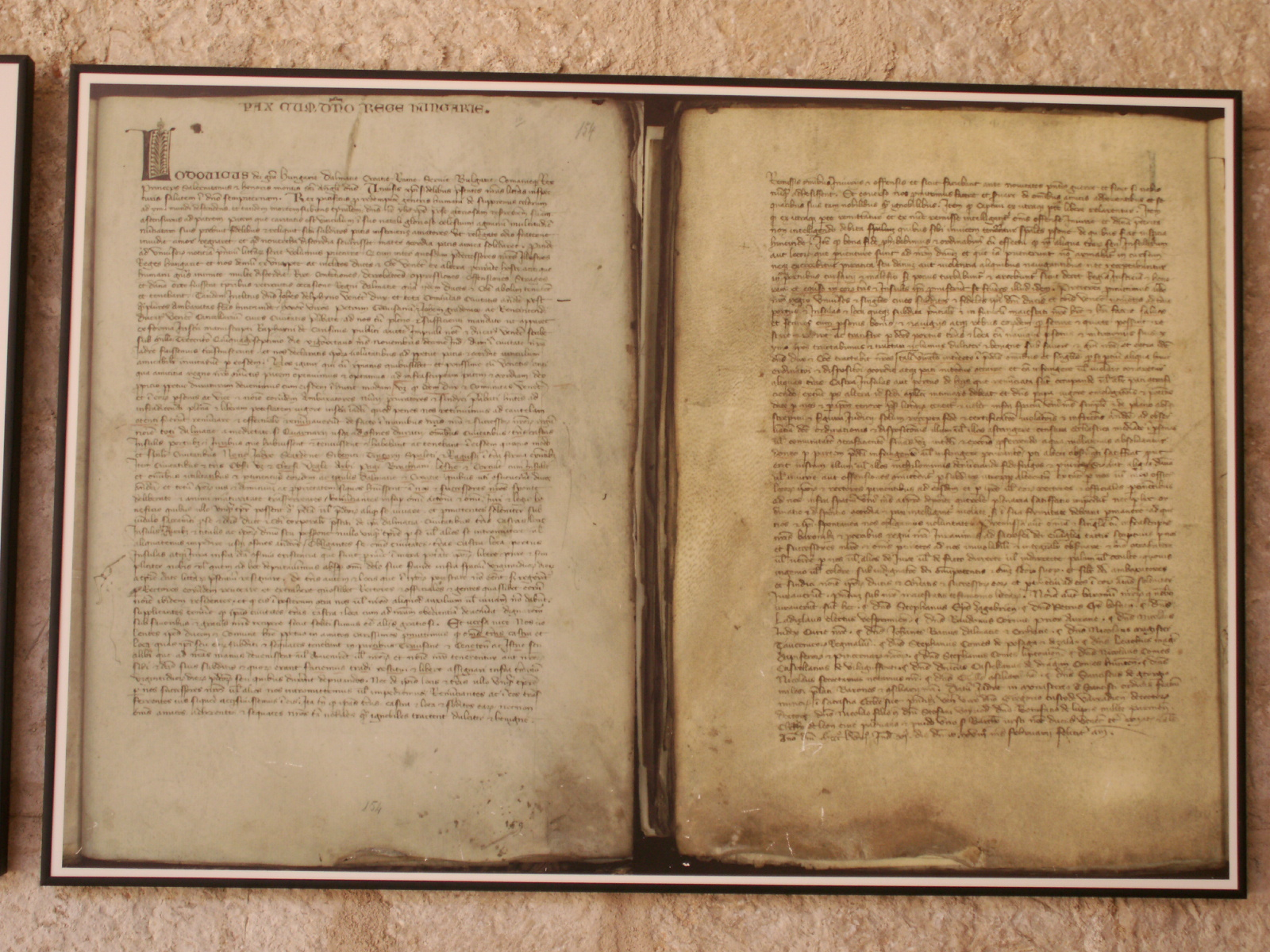
Verdrag van Zara
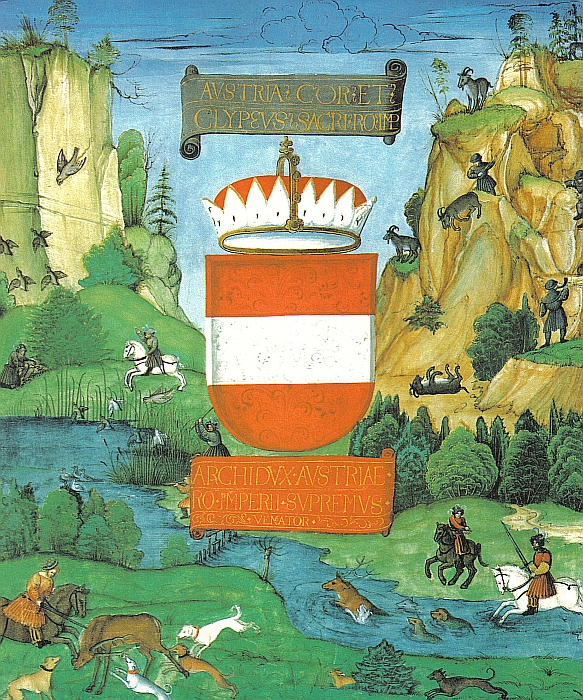
Privilegium maius (16e-eeuwse kopie)

## Geboren
- 19 maart - Elisabeth van Bohemen, echtgenote van Albrecht III van Oostenrijk
- 20 augustus - Johan I, koning van Castilië (1379-1390)
- Elisabeth van Neurenberg, echtgenote van Ruprecht van de Palts
- Willem van Hildernisse, Brabants geestelijke

## Overleden
- 6 januari - Geertrui van Oosten, Nederlands begijn
- 23 april - Nicolaas van Münsterberg, Silezisch edelman
- 26 april - Blanche (~44), Frans prinses
- 29 mei - Fadrique Alfonso (~24), Castiliaans edelman
- 31 juli - Étienne Marcel (~37), Frans staatsman
- 16 augustus - Albrecht II (59), hertog van Oostenrijk (1330-1358)
- 22 augustus - Isabella van Frankrijk (66), echtgenote van Eduard II van Engeland
- Ashikaga Takauji (~53), shogun van Japan (1338-1358)
- Casimir I van Teschen, Silezisch edelman
- Jacob van de Binkhorst (~52), Hollands edelman